# Praest

Lage von Praest in Emmerich am Rhein

Frühere Lage (bis 1969) von Praest im Amt Vrasselt

Praest ist ein Ortsteil der nordrhein-westfälischen Stadt Emmerich am Rhein. Das Dorf liegt an der Straße von Emmerich nach Rees und hat einen Haltepunkt an der Bahnstrecke Oberhausen–Arnhem. Zur Aussprache siehe Rheinische Ortsnamen.

## Lage
Nördlich von Praest, hin zur Landesgrenze nach den Niederlanden, liegt das Naturschutzgebiet Hetter-Millinger Bruch. Südlich von Praest, zum Rhein, liegt das Naturschutzgebiet Bienener Altrhein.
Praest grenzt im Norden an Netterden und Megchelen in den Niederlanden, im Osten an Millingen und Bienen (Stadt Rees), im Süden an Grietherbusch (Stadt Rees) und im Westen an Dornick und Vrasselt. Praest stellt zu allen angrenzenden Orten eine räumlich getrennte Ortschaft dar. Die Kernstadt Emmerich am Rhein liegt westlich von Praest und ist 7 Kilometer entfernt.

## Baudenkmäler
In der Liste der Baudenkmäler in Emmerich am Rhein sind für Praest sechs Baudenkmäler aufgeführt:
- die Katholische Pfarrkirche St. Johannes Baptist, Kern und Turm 1501, Erweiterung von einer einschiffigen Kirche zu einer Basilika nach 1892.[2]
- Gefallenendenkmal und Wegekreuz an der Kirche (Raiffeisenstraße)
- die aus dem Jahr 1670 stammende Reckenburg, heute Pension (Bahnweg 200)
- das Haus Offenberg aus dem 17. Jh. Vorburg, Gutshof und Ringgraben teilweise erhalten (Holländerdeich 30–32)
- eine Hofanlage (Blouswardt 21)

Das Gut Sulen in Praest gilt als Stammsitz des Adelsgeschlechtes Zuylen.

## Verkehr

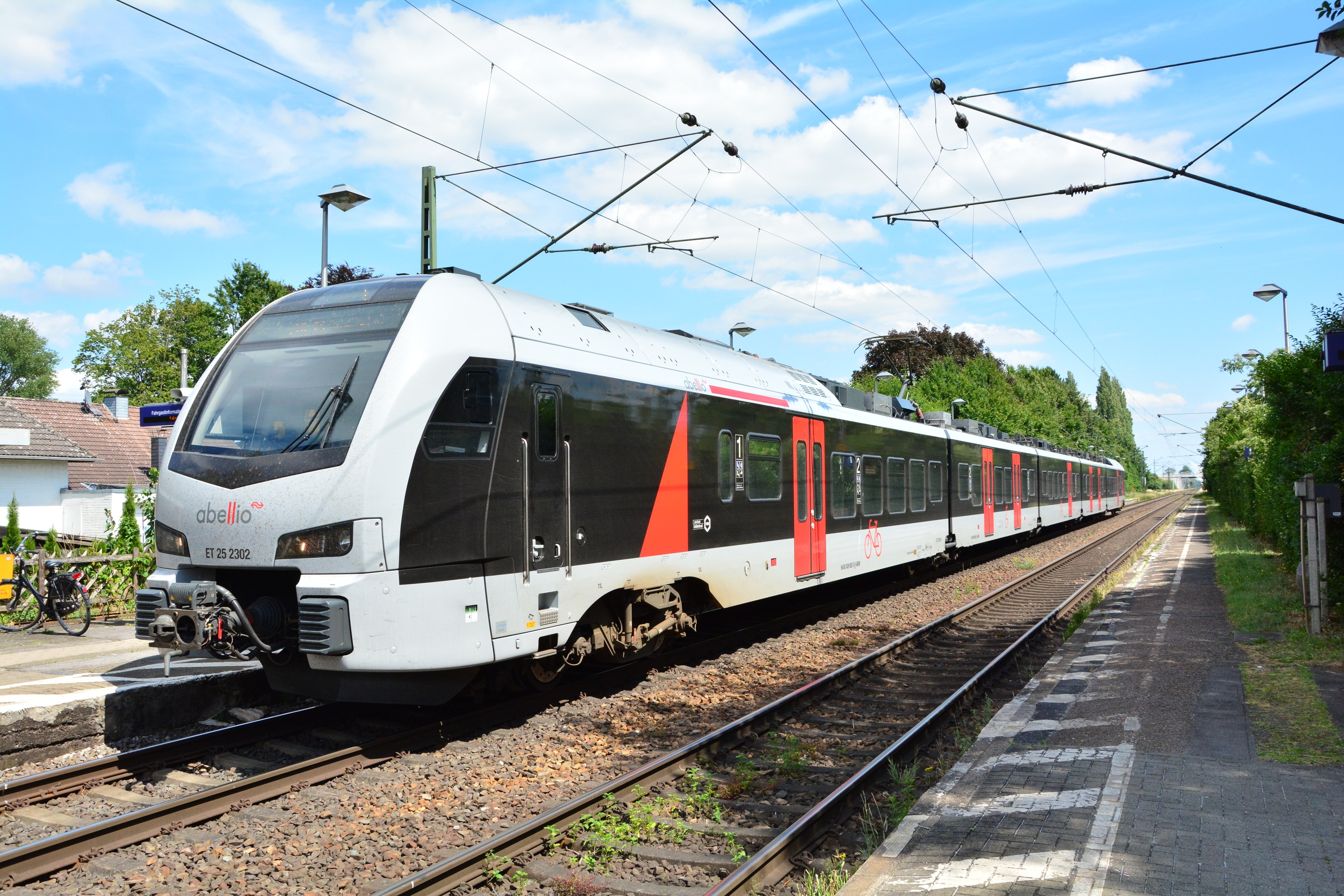
Triebzug des RE 19 in Praest

Vom Haltepunkt Praest bietet die Linie RE 19 stündlich umsteigefreie Verbindungen nach Emmerich, Arnhem, Wesel und Düsseldorf.
| Linie | Verlauf | Takt   |
| ----- | --- | ------ |
| RE 19 | Rhein-IJssel-Express: Arnhem Centraal – Zevenaar – Emmerich-Elten – Emmerich – Praest – Millingen (b Rees) – Empel-Rees – Haldern (Rheinl) – Mehrhoog – Wesel Feldmark – Wesel – Friedrichsfeld (Niederrhein) – Voerde (Niederrhein) – Dinslaken – Oberhausen-Holten – Oberhausen-Sterkrade – Oberhausen Hbf – Duisburg Hbf – Düsseldorf Flughafen – Düsseldorf Hbf Stand: Fahrplanwechsel Dezember 2023 | 60 min |

Im Busverkehr wird Praest von der Linie 93 der Look Busreisen bedient, welcher das Emmericher Stadtzentrum sowie die Ortsteile Vrasselt und Rees anfährt. Während es bei den elf Fahrten wochentags in Richtung Emmerich keinen festen Takt bedingt durch unterschiedliche Verläufe gibt, finden in Richtung Praest sieben sowie samstags in beiden Richtungen vier Fahrten im Takt von 120 Minuten statt. Die Endhaltestelle Praest Schule befindet sich unweit vom Bahnhof.

## Galerie

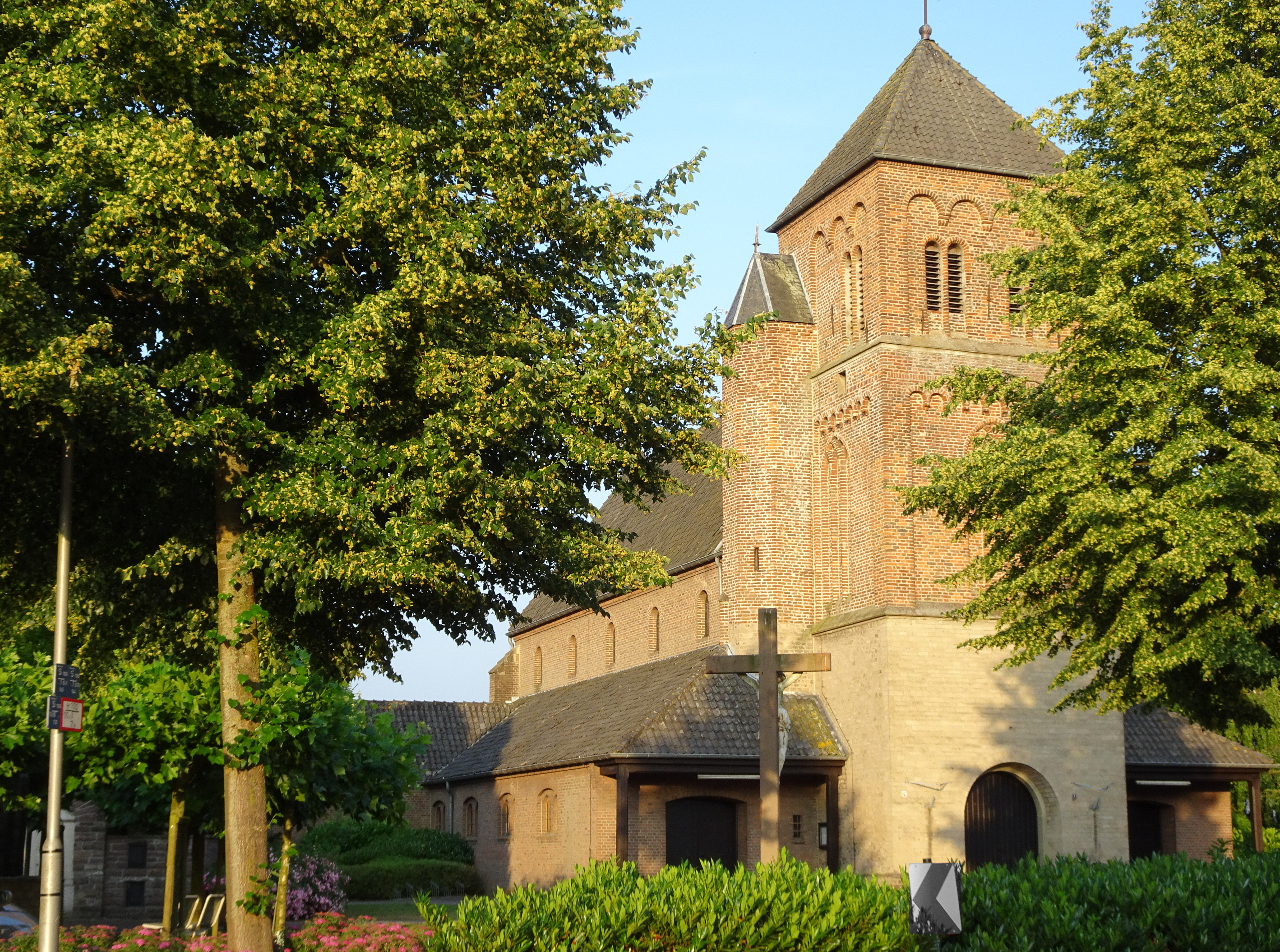
St. Johannes Baptist
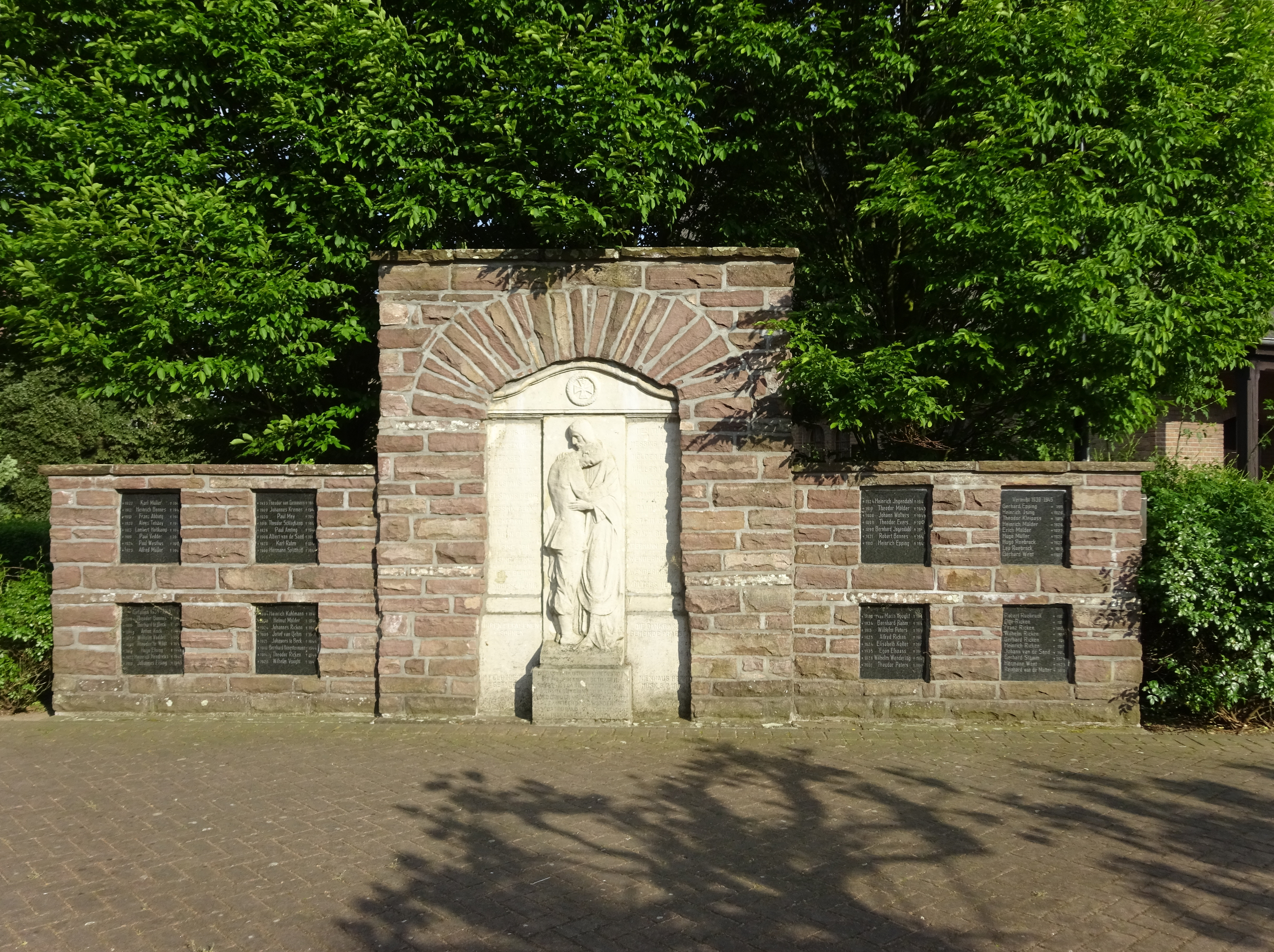
Gefallenendenkmal
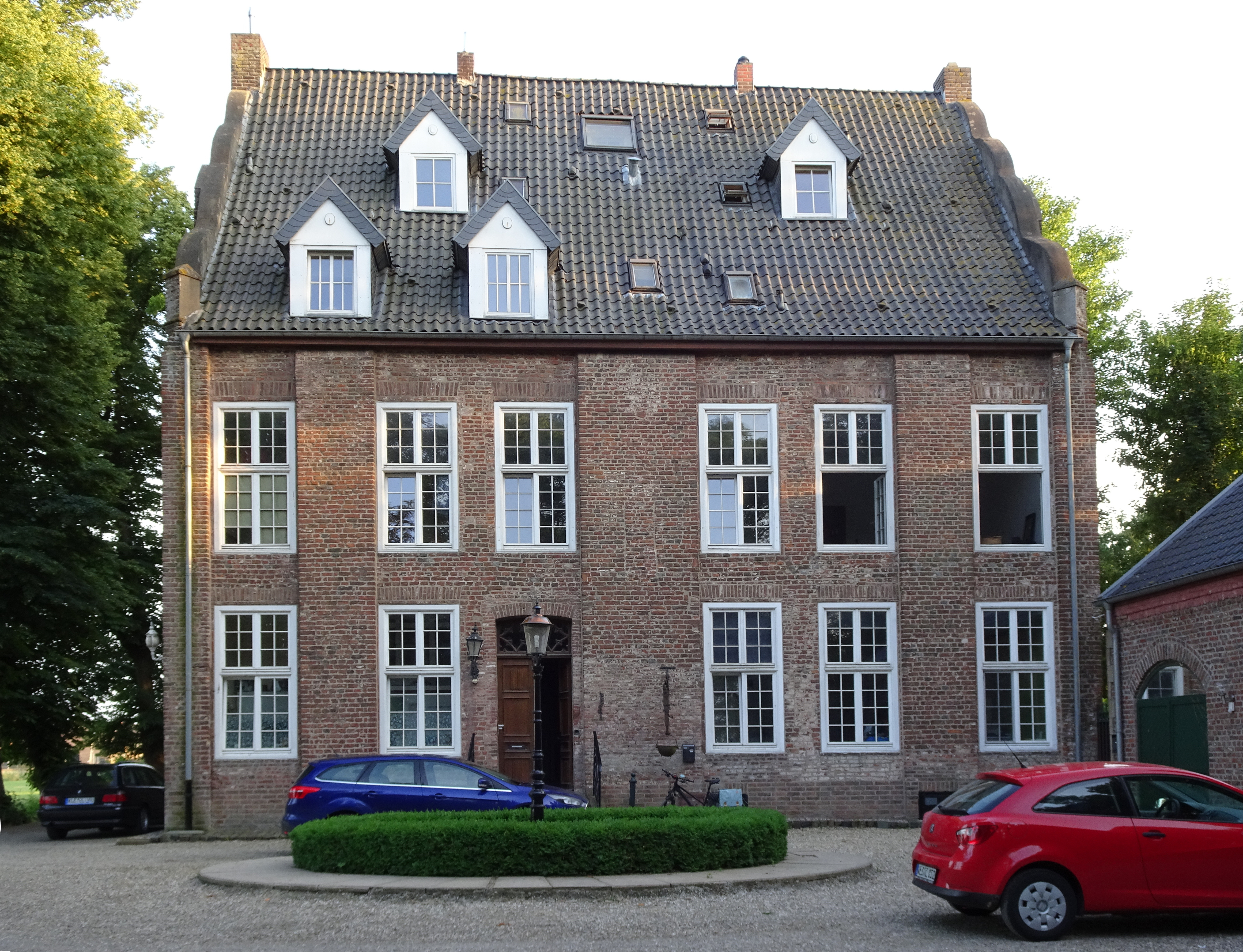
Reckenburg
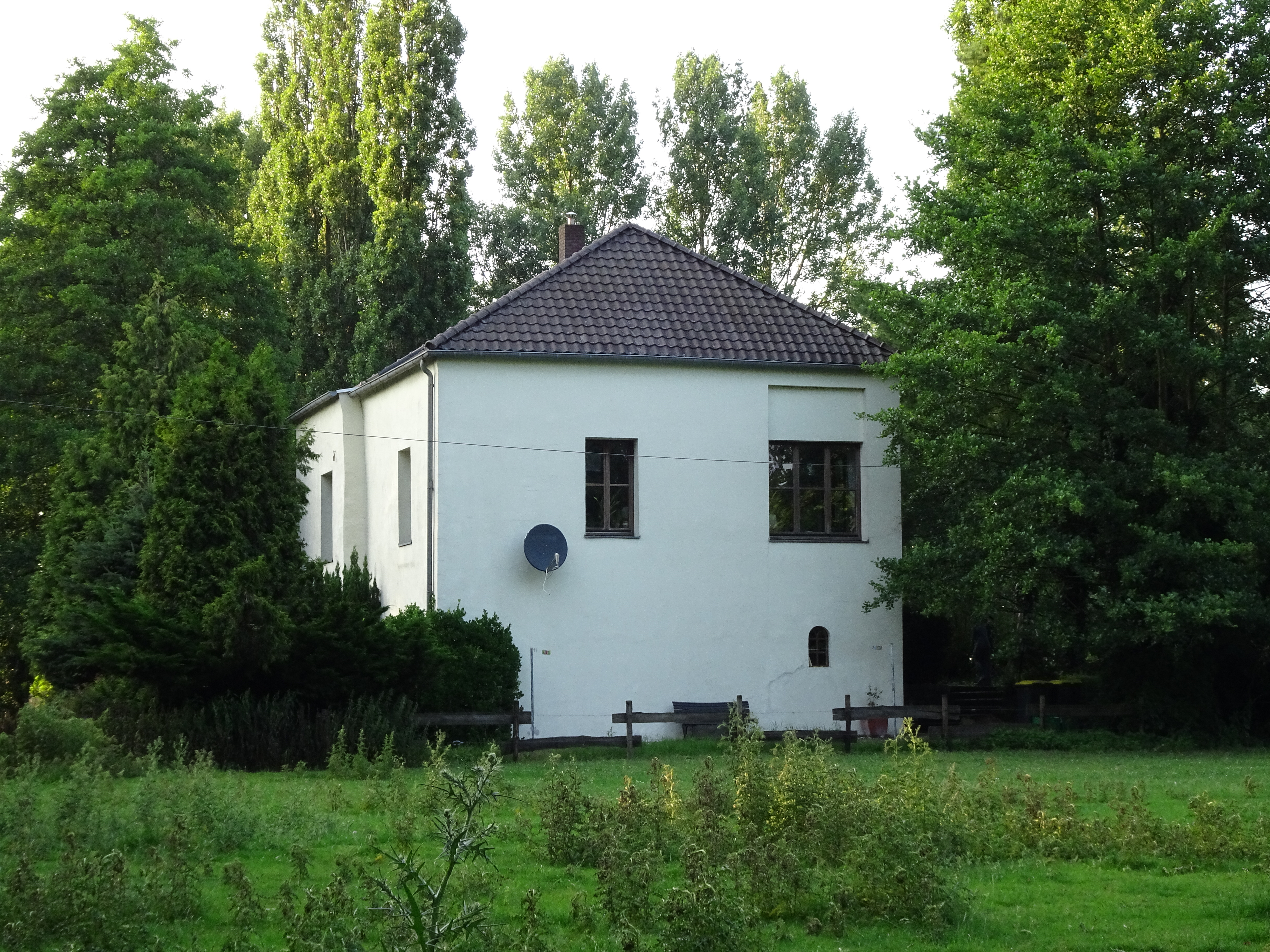
Haus Offenberg